# Scandinavia (album)
Scandinavia è l'ottavo album in studio del gruppo musicale danese Michael Learns to Rock, pubblicato l'11 giugno 2012.

## Tracce
1. Renovate My Life – 4:25
2. Any Way You Want It – 3:44
3. Space Commander – 3:55
4. Heaven Is My Alibi – 3:50
5. Please Forgive Me – 4:16
6. Hanging On – 4:06
7. Shanghaid in Tokyo – 3:52
8. Crazy World – 4:23
9. Make Me Feel – 3:38
10. Icebreaker – 3:30
11. Scandinavia – 3:49